# Hippopotamyrus aelsbroecki
Hippopotamyrus aelsbroecki är en fiskart som först beskrevs av Poll, 1945.  Hippopotamyrus aelsbroecki ingår i släktet Hippopotamyrus och familjen Mormyridae. IUCN kategoriserar arten globalt som otillräckligt studerad. Inga underarter finns listade i Catalogue of Life.